# エヴドキヤ・ストレシニョヴァ
エヴドキヤ・ルキヤノヴナ・ストレシニョヴァ（Евдокия Лукьяновна Стрешнёва / Yevdokiya Lukyanovna Streshnyova, 1608年 - 1645年8月18日）は、ミハイル・ロマノフの2番目の皇妃（ツァリーツァ）。モジャイスクの貴族ルキヤン・ステパノヴィチ・ストレシニョフ（1630年没）の娘、母はアンナ・コンスタンチノヴナ・ヴォルコンスカヤ。
エヴドキヤは何人かの美しい娘たちが集められた花嫁コンテストで皇妃に選ばれ、1626年2月5日にツァーリ・ミハイルと結婚した。彼女は夫との間に3男7女をもうけたが、そのうちの6人は彼女より先に死んでしまっている。エヴドキヤは宮廷においてかなり難しい立場に立たされた。皇妃は宮中の万事に関して姑であるマルファ・イヴァノヴナにお伺いを立てねばならず、日常生活に関しても常に指示を受けていた。彼女は姑と同じ聴罪司祭と執事を使っていたし、マルファは修道院などどこへ行くにも嫁を同伴していた。おまけにマルファは孫の家庭教師まで決めてしまった。姑マルファの死後もエヴドキヤはツァーリに影響力を及ぼすことはなく、夫の死の5週間後に息を引き取った。